# Tres nus al bosc
Tres nus al bosc és un quadre de Joaquim Sunyer i de Miró dipositat al Museu Nacional d'Art de Catalunya (Barcelona), el qual fou pintat vers l'any 1913.

## Context històric i artístic
Nascut a Sitges el 1874, Sunyer va estudiar a l'Escola de la Llotja, on coincidí amb Mir i Nonell, i als 20 anys va viatjar a París, ciutat on residí durant quinze anys i on triomfà com a il·lustrador, dibuixant i pintor. Aquesta primera etapa de la seua creació artística es caracteritza per un modernisme madur, amb una atmosfera vaporosa i un color plenament postimpressionista, a la manera de Pierre Bonnard. Quan tornà a Catalunya, l'any 1910, tot havia canviat. Des del 1906, artistes, escriptors i polítics catalans havien posat en marxa un projecte de creació de país modern en tots els aspectes. Eugeni d'Ors li havia donat el nom de noucentisme i un programa estètic amb la seua obra La Ben Plantada, en què descrivia la figura d'una dona que, sense dir-ho, es presentava com l'encarnació suggestiva de Catalunya. Sunyer, després d'un viatge a Sitges, la seua vila natal, i d'una trobada amb Eugeni d'Ors, canvià sobtadament d'estil. En la seua exposició del 1911 presentà un quadre titulat Pastoral, on per primera vegada tractà del tema que fou el leitmotiv de tota la seua obra: figures femenines, sovint nues, d'una gran puresa, davant el mar o en un paisatge típic del Maresme, amb ramats d'ovelles i vols d'orenetes. Joan Maragall va escriure un article magistral on descrivia la impressió que li havia causat aquesta exposició ("una sensació de catalanitat"). A partir d'aleshores, i durant 25 anys, Sunyer passà a ésser guia de la pintura catalana.

## Descripció
Aquesta pintura a l'oli sobre tela de 126 × 150,5 cm presenta tres figures femenines en un bosc de pins amb un fons de camp d'oliveres que defineix el paisatge típic de la Catalunya seca (de fet, es tracta del paratge de Sitges conegut com "El Clot dels Frares"). Dues influències recents determinaren aquesta obra de Sunyer. En primer lloc, el constructivisme assimilat el 1912 durant una estada a Ceret amb Picasso, Braque i Manolo Hugué, i en segon lloc, el dibuix meticulós derivat de la impressió rebuda el 1913 en contemplar els frescos de Luca Signorelli a la catedral d'Orvieto (Úmbria, Itàlia). La gamma sorda del cromatisme i les carnacions de les figures color siena torrat procedeixen directament de l'escena del Paradís pintada per l'artista italià.